# Трайпипаттанапонг, Канавут
Канавут Трайпипаттанапонг (тайск. คณาวุฒิ ไตรพิพัฒนพงษ์; также известный как Галф (тайск. กลัฟ); род. 4 декабря 1997 года) — тайский актёр и модель. Известен по роли Тайпа в телесериале «История Тарна и Тайпа».

## Биография

### Ранние годы
Канавут родился 4 декабря 1997 года в Мемориальной больнице короля Чулалонгкорна, Бангкок, Таиланд. Получил раннее образование в школе Бурапха, а затем закончил среднюю школу для мальчиков Суанкуларб Виттаялай. Позднее получил степень бакалавра промышленного образования и технологий в Технологическом университете Тхонбури имени короля Монгкута.

### Карьера
В конце 2019 года было объявлено, что Канавут сыграет Тайпа — главного героя в сериале «История Тарна и Тайпа» от GMM One и LINE TV. Сериал сразу же завоевал популярность в Таиланде и на международном уровне.
Такая популярность сериала и главных героев привела к тому, что фанаты стали называть обоих актёров «МьюГалф» — объединёнными тайскими прозвищами актёров.
Канавут и его коллега, Суппасит Йонгчевиват, выиграли премию LINE TV Awards 2020 в номинации «Лучшая сцена поцелуя». Суппасит и Канавут впервые в истории также появились в качестве первой пары BL в февральском номере Harper's Bazaar Thailand. Из-за огромного количества людей, желавших прочесть статью, сайт Harper's Bazaar Thailand потерпел крах.
Получив огромный положительный отклик на «Историю Тарна и Тайпа», сериал был продлён на второй сезон в 2020 году. Однако из-за всемирной пандемии COVID-19 производство было отложено, чтобы обеспечить безопасность актёров и съемочной группы.
Канавут и Суппасит появились в качестве гостей в сериале 2020 года «Почему ты?» как Тайп и Тарн соответственно.
С ростом популярности Канавута его фан-клуб вместе с поклонниками Суппасита купил права называть их именами звёзд.
В августе 2020 года он присоединился к проекту под названием Boy/Friends, возглавляемому лейблом GMM Grammy, вместе с 9 другими молодыми артистами.
Галф Канавут также известен как первая модель-мужчина, появившаяся на обложке журнала L'Officiel Thailand. Он также сделал международный дебют с Pitnapat Designs на Неделе моды Aspara 2020, где он выступил в качестве Showstopper коллекции «New Normal». Галф Канавут также появился на обложке августовского выпуска OK! Magazine Thailand.
24 августа 2020 года Канавут получил награды «Восходящая звезда» и «Лучший молодой актёр» на KAZZ Awards, а также разделил награду за лучшую сцену с Мью Суппаситом. 20 октября 2020 года Канавут с Суппаситом выиграли премию «Лучшая пара» на церемонии вручения наград Maya Awards.
27 октября Канавут выпустил свой первый сингл в проекте GMM Boyfriends «Missing Baby» с Варом Ванаратом .
6 ноября 2020 года на LINE TV состоялась премьера сериала «История Тарна и Тайпа 2: 7 лет любви», где он вновь вернулся к роли Тайпа.

## Фильмография

### Кино
| Год  |   | Русское название | Оригинальное название | Роль |
| ---- | - | ---------------- | --------------------- | ---- |
| 2022 | ф |                  | Bua Pun Fun Yub       |      |

### Телевидение
| Год  |   | Русское название                     | Оригинальное название                      | Роль            |
| ---- | - | ------------------------------------ | ------------------------------------------ | --------------- |
| 2015 | с | Кровь дракона: Лев                   | บวงสรวงซีรีส์เลือดมังกร - สิงโต                  | Ти              |
| 2019 | с | История Тарна и Тайпа                | TharnType The Series เกลียดนักมาเป็นที่รักกันซะดีๆ | Тайп            |
| 2020 | с | Почему ты?                           | เพราะรักใช่เปล่า                              | Тайп            |
| 2020 | с | История Тарна и Тайпа 2: 7 лет любви | เกลียดนักมาเป็นที่รักกันซะดีๆ 2                    | Тайп            |
| 2022 | с | Похищенное сердце суперзвезды        | มัดหัวใจยัยซุป                                 | Кат Раттакорн   |
| 2022 | с | Сердце Девы Брахмы                   | ดวงใจเทวพรหม                               | Пхутанет Ютатеп |

## Дискография

### Синглы
| Год  | Сингл                   | Примечание                            |
| ---- | ----------------------- | ------------------------------------- |
| 2020 | แฟนผมหาย (Missing Baby) | GMM Grammy Boy / “BOYFRIENDS” Project |

### Клипы
| Год  | Сингл    | Примечание     |
| ---- | -------- | -------------- |
| 2020 | ต้องไป    | IRONBOY        |
| 2021 | Hurry Up | Vyra(ft Sunny) |